# Телепенка

Телепенка — река в России, протекает в Буйском районе Костромской области. Устье реки находится в 103 км по правому берегу реки Кострома. Длина реки составляет 13 км.
Река берёт начало в лесах западнее села Яковлевское в 17 км к юго-западу от города Буй. Течёт на юго-восток, протекает деревни Ощепково, Прибытково, Глебовское. Впадает в Кострому выше деревни Пилатово.

## Данные водного реестра
По данным государственного водного реестра России относится к Верхневолжскому бассейновому округу, водохозяйственный участок реки — Кострома от истока до водомерного поста у деревни Исады, речной подбассейн реки — Волга ниже Рыбинского водохранилища до впадения Оки. Речной бассейн реки — (Верхняя) Волга до Куйбышевского водохранилища (без бассейна Оки).
По данным геоинформационной системы водохозяйственного районирования территории РФ, подготовленной Федеральным агентством водных ресурсов:
- Код водного объекта в государственном водном реестре — 08010300112110000012496
- Код по гидрологической изученности (ГИ) — 110001249
- Код бассейна — 08.01.03.001
- Номер тома по ГИ — 10
- Выпуск по ГИ — 0